# Rafael Argüelles
Rafael Rodríguez Argüelles (26 novembre 1946) è un ex calciatore cubano, di ruolo difensore.

## Carriera

### Club
In patria giocò a La Habana.
Lasciò il suo paese nel 1970 per sfuggire al regime castrista, rifugiandosi nella ambasciata nicaraguense durante i XI Giochi centramericani e caraibici disputatesi a Panama. In patria era soprannominato "El Candado", ovvero "Il Lucchetto" in spagnolo, per il suo valore come difensore. Argüelles è stato il primo calciatore a lasciare l'isola caraibica per motivi politici.
Trasferitosi a Miami, Florida, dopo aver pensato di non riprendere più l'attività agonistica, nella stagione 1972 viene ingaggiato dai Miami Gatos, neonata franchigia della NASL. Con i Gatos ottiene solo il quarto ed ultimo posto nella Southern Division, non riuscendo così ad accedere alla fase finale del torneo.
La stagione seguente la sua squadra assunse il nome di Miami Toros, ottenendo il terzo ed ultimo posto della Eastern Division: Argüelles giocò undici dei diciotto incontri disputati in quella stagione dai Toros, saltando le ultime partite per un infortunio. Il 6 giugno 1973 affrontò in amichevole con i suoi Toros i brasiliani del Santos, guidati da Pelé, che si imposero per 6-1: Argüelles risulta essere l'unico calciatore cubano ad aver mai affrontato in una partita O Rei.
Nella stagione 1974 con la sua squadra raggiunge la finale della NASL, giocata da titolare, persa ai rigori contro i L.A. Aztecs, mentre nell'annata successiva il cammino si interruppe in semifinale.
Argüelles fu il secondo calciatore cubano a giocare nei campionati statunitensi di massimo livello dopo Pito Villalon, che però aveva giocato nell'American Soccer League.
Lasciato il calcio, Argüelles resta a vivere in Florida a Homestead.

### Nazionale
Esordì diciottenne nella nazionale cubana, giocandovi sino al 1970, anno in cui approfittando della partecipazione ai XI Giochi centramericani e caraibici, disputatesi a Panama, si rifugiò nell'ambasciata nicaraguense e da lì emigrare a Miami. La nazionale cubana, per la cronaca, vinse il torneo. 
Durante la sua militanza con la nazionale cubana partecipò anche al ritiro in preparazione ai XI Giochi centramericani e caraibici tenutosi in Corea del Nord, voluto dal CT Kim Yong-ha: a causa del clima rigido però Argüelles si ammalò e dovette tornare in patria prima del tempo.

## Palmarès

### Nazionale
- Giochi centramericani e caraibici: 1

Panama 1970